# Vier kunsten
De vier kunsten (四艺; pinyin: Sì yì), ook wel de vier kunsten van de Chinese student genoemd, waren in China de vier belangrijkste artistieke prestaties waarmee een literator zijn vrije tijd doorbracht. Deze zijn het bespelen van de guqin (琴; qin), de vaardigheid in go (棋; qi), kalligrafie (書; shu) en het schilderen in gewassen inkt (畫; hua), ook bekend als de 'literati-schilderkunst' (文人画; wenrenhua).
Elk onderdeel heeft een lange geschiedenis in de Chinese cultuur. De oudst bekende vermelding die ze samen in verband bracht als de vier kunsten is Fashu Yaolu ('Beknopt handboek van de kalligrafie') uit de Tang-periode, geschreven door Zhang Yanyuan (ca. 815–ca. 877).

## Afbeeldingen
De achttien studenten, een serie van vier hangende rollen gemaakt door een anonieme schilder uit de Ming-periode, beelden de vier kunsten af:

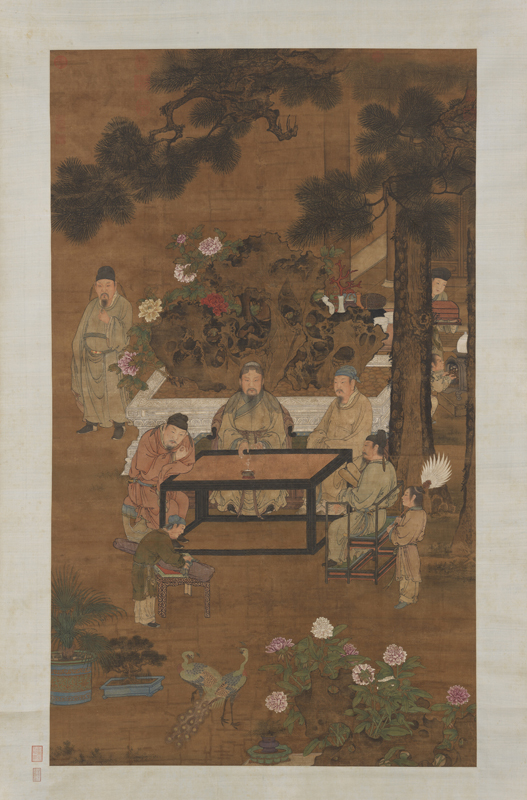
琴; qin guqin
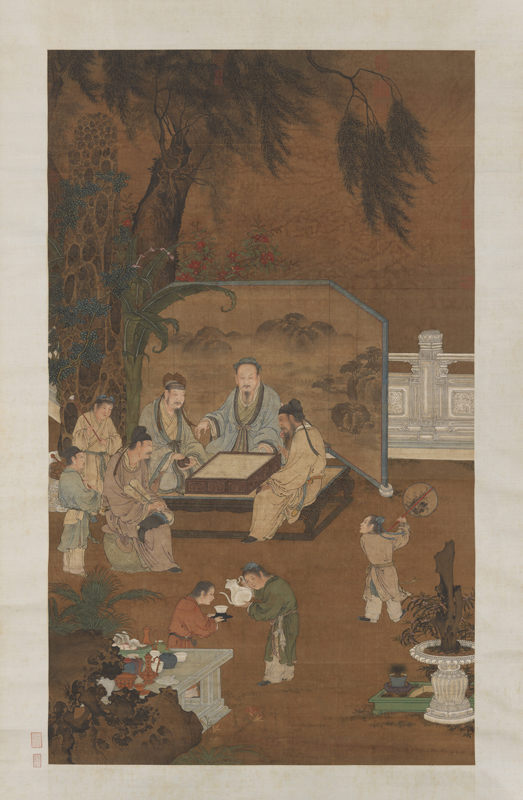
棋; qi go
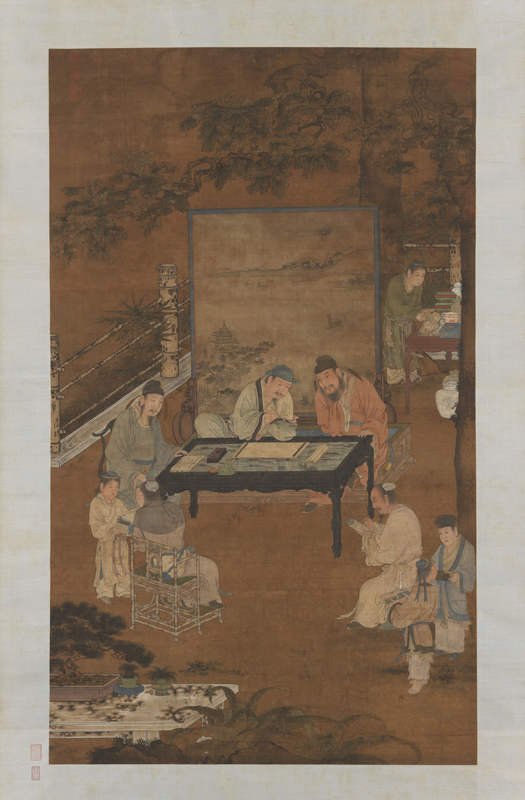
書; shu kalligrafie
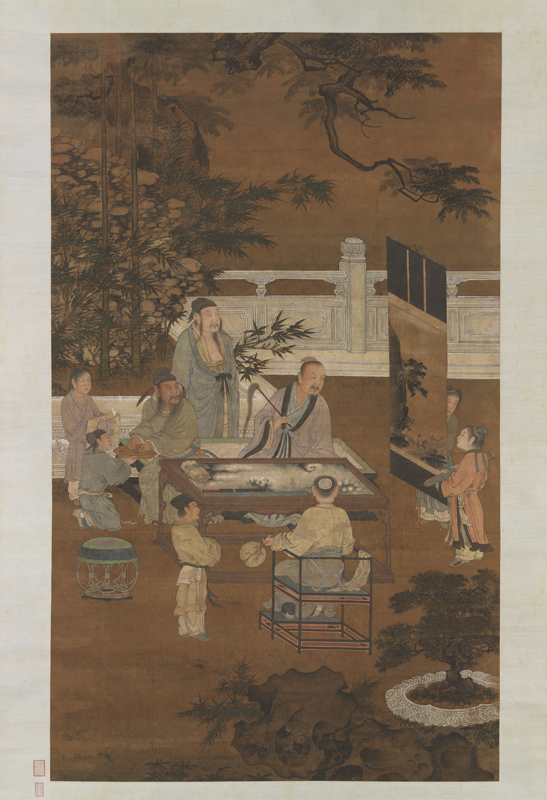
畫; hua schilderen in gewassen inkt